# IC 121
A IC 121 egy B-2 tengelyelrendezésű áramvonalas dízelmozdony-sorozat volt, melyet az amerikai General Motors Electro-Motive Division gyártott. A 890 kW  teljesítményű mozdonyból egyetlen darabot gyártottak 1936-ban.